# 松本麻実
松本 麻実（まつもと まみ・1985年4月24日 - ）は、東京都出身の女性モデルで、元レースクイーン。
東洋英和女学院大学人間科学部卒業。愛称は「まつまみ」。

## 来歴
- 2008年：有村亜加里[3]と共にSUPER GT「Xanavi Racing Queen」を務めレースクイーンデビュー。
- 2010年：所属していたフェイスネットワークが前年末に会社解散したことに伴い、K-pointに移籍。同年、同時期にフェイスからK-pointに移った矢代梢と共にSUPER GT「R&D SPORT SUBARU LEGACY B4 レースクイーン」を務める。
  - 同年11月、矢代梢と柏木美里、瀬長奈津実と共にユニット「MP4」を組みCD「first」を発表する。
- 2011年：K-pointを退所しフォルテシモに移籍。同年、佐々木千夏と共にSUPER GT「PUMA MOTORSPORT CREW」を務める。
- その後レースクイーンを卒業し、2012年からはパチンコ雑誌「パチンコ必勝ガイド」（ガイドワークス）にパチンコライターとして登場している[1]。

## 人物
| 年度   | 記録          | 参照リンク |
| ------ | ------------- | ---------- |
| 2013年 | 5時間28分     | [ 4 ]      |
| 2014年 | 4時間45分     | [ 5 ]      |
| 2015年 | 4時間17分40秒 | [ 6 ]      |

- 趣味は散歩と料理。
- 特技はマラソン。2009年1月18日開催の「サンスポマラソン2009」に10kmの部で出場した経験を持つ[7]他、東京マラソンには2013年から3年連続で出場・完走している（右表参照）。
- 成島桃香（桃香）とは中学～高校時代の同級生で、今でも仲良しである[8]。また、フェイス時代の同僚だった白河なおみ[9]や、SUBARUのレースクイーンでも一緒だった葵ゆりか[10]とも仲が良い。

## 活動履歴

### レースクイーン
- 2008年：SUPER GT「Xanavi Racing Queen」
- 2009年：SUPER GT「エスロード MOLA Z エスロードガールズ」（第2戦より参加）
- 2010年：SUPER GT「R&D SPORT SUBARU REGACY レースクイーン
- 2011年：SUPER GT「PUMA MOTORSPORT CREW」

### イベント出演
- 2007年10月～11月：東京モーターショー（BOSCHブース）
- 2008年1月：東京オートサロン（YOKOHAMAブース）
- 2008年2月：ドラッグストアーショー2008（LOREALブース）
- 2008年10月：東京ゲームショー（TECMOブース）
- 2009年3月：フォトイメージングエキスポ2009
- 2009年6月：ケーブルテレビショー（ブロードネットマックスブース）
- 2009年10月：東京モーターショー（SUZUKIブース）
- 2011年1月：東京オートサロン（SUBARUブース）

他

### その他
- 「ブレイクスルー JAPAN 2010」舞台「秘蜜。」（SPACE107、2010年8月13日-15日)

### WEB
- あっ!とシークレットLIVE（あっ!とおどろく放送局、2011年1月22日）

### DVD
- Elega（竹書房、2011年11月18日発売）